# Amazing (пісня Каньє Веста)
«Amazing» — пісня американського репера Каньє Веста, випущена 10 березня 2009 року як третій сингл з його четвертого студійного альбому 808s & Heartbreak (2008). У пісні гостем виступає Young Jeezy, а також вона фоновий вокал Mr Hudson та Тоні Вільямса. Вона був спродюсована Каньє Вестом та Джеффом Бхаскером. 
Це хіп-хоп пісня з сильним поп-впливом. Вона поєднує в собі використання ніжного фортепіано з басом і барабанами. Також присутні клавішні. Усю пісню Каньє Вест співає через Auto-Tune низьким і пригніченим голосом. У тексті пісні він намагається передати частину своєї колишньої бравади, а також він каже «Я проблема, яка ніколи не буде вирішена».
«Amazing» отримав загалом позитивні відгуки музичних критиків, більшість із яких схвалили участь Young Jeezy. Деякі високо оцінили композицію та структуру, тоді як численні критики вибрали пісню родзинкою альбому. На 52-й щорічній церемонії вручення премії «Греммі» вона була номінована як «Найкраще реп-виконання дуетом або групою». 
Пісня посіла 81 місце в чарті Billboard Hot 100. У 2015 році вона отримала платиновий статус від Американської асоціації компаній звукозапису (RIAA).

## Музичне відео

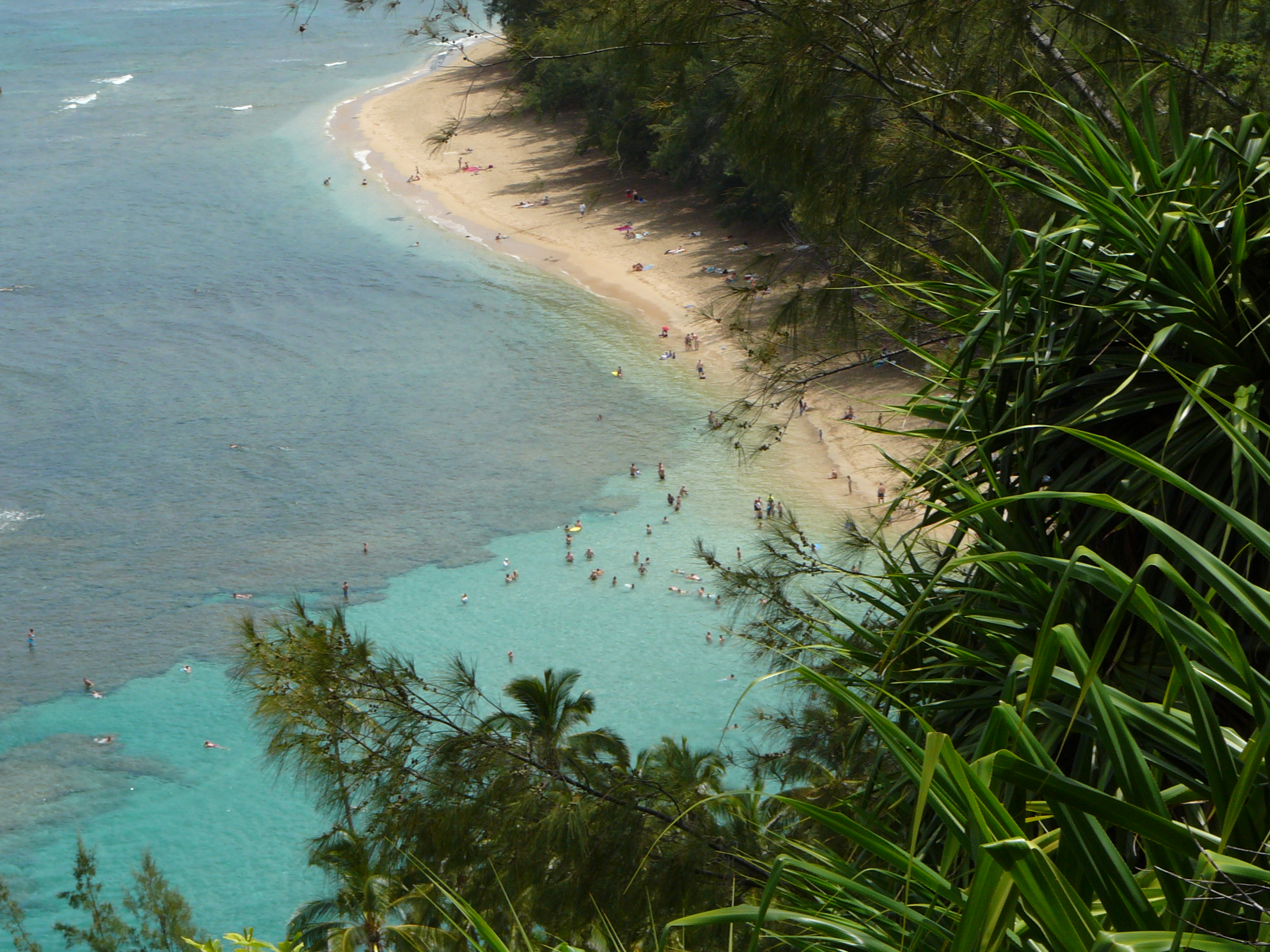
Кауаї, Гаваї.

Музичне відео на «Amazing» було знято в Кауаї (Гаваї), а режисером був Хайп Вільямс. 27 березня 2009 року Каньє Вест написав у блозі про те, що був на Гаваях, а 13 квітня Rap-Up повідомив, що він зняв там відеокліп. Прем'єра відео відбулася 23 квітня 2009 року на музичному відеошоу BET 106 & Park.
Кліпмістить серію аерофотозйомок Гавайських островів і показує, як Каньє Вест споглядає природу, почуваючись самотнім. Young Jeezy має епізодичну роль разом із дівчиною в бікіні біля вогню.

## Чарти
| Чарт (2008–09)                                  | Пікова позиція |
| ----------------------------------------------- | -------------- |
| Канада Hot Canadian Digital Singles (Billboard) | 63             |
| Швеція (Sverigetopplistan)                      | 42             |
| США (Billboard Hot 100)                         | 81             |
| США (Hot R&B/Hip-Hop Songs) (Billboard)         | 65             |
| США (Rap Songs) (Billboard)                     | 22             |
| США (Rhythmic) (Billboard)                      | 32             |

## Сертифікації
| Регіон                                                      | Сертифікація | Продажі   |
| ----------------------------------------------------------- | ------------ | --------- |
| США (RIAA)                                                  | Платиновий   | 1 000 000 |
| продажі+прослуховування, що базуються лише на сертифікаціях |              |           |